# Бакирчик
Бакирчик — одне з найбільших за запасами родовище золото-кварц-сульфідного типу в Казахстані і серед країн пострадянського простору. Розташоване на північному сході Казахстану за 160 км на південний схід від міста Семипалатинськ і за 100 км західніше Усть-Каменогорська.

## Характеристика
Родовище входило до числа унікальних родовищ Радянського Союзу. Загальні запаси його станом на 2002 р складають близько 30.4 млн т руди з середнім вмістом золота 7.9 г/т.
Родовище розташоване в північно-західній частині золотоносного пояса Калбі, в межах Калбінського синклінорія, де потужні товщі осадових порід палеозою зім'яті в складні складки і прорвані гранітоїдними інтрузіями і дайками строкатого складу.
Родовище приурочене до вузла перетину субширотної Кизиловської зони зім'яття з регіональним Калбінським розломом. Рудовмісні товщі складені переважно осадовими утвореннями (пісковиками, що ритмічно чергуються, алевролітами і аргілітами) з горизонтами вулканогенних порід (трахіандезитів, туфів, туфопісковиків). Основні рудні тіла (лінзи і стрічки, прожилки) локалізовані у вузькій смузі в межах Кизиловської зони зім'яття. Вони просторово збігаються із зонами брекчування. Максимальна потужність лінз 40-50 м, середня протяжність 400—600 м, може досягати 1 км; вони прослідковані до глибини понад 1000 м. У межах одного покладу багаті ділянки зміняються бідними.
У рудах переважають кварц, пірит, арсенопірит; в менших кількостях зустрічаються халькопірит, сфалерит, галеніт, бляклі руди. Сульфіди складають близько 4% маси руди, розподілені нерівномірно і утворюють дрібнозернисту вкрапленість. Основна кількість золота (близько 90%) пов'язана з сульфідами (велика частина — з арсенопіритом, менша — з піритом), в яких воно знаходиться у вигляді тонкодисперсних (десяті частки мікрона) домішок. Проба золота варіює від 450—750 до 900.

## Розробка
Особливості складу руд родовища тривалий час перешкоджали його розробці, хоча було здійснено кілька спроб з використанням різних технологій. Нарешті, в 2018-му рудник Бакирчик почав повномасштабний промисловий видобуток. 